# Distretto dei Monti Jaintia Orientali
Il distretto dei Monti Jaintia Orientali è un distretto dello stato del Meghalaya, in India. Il suo capoluogo è Khliehriat.